# Craig Revel Horwood
Craig Revel Horwood (Ballarat, Victoria, 4 de enero de 1965) es un bailarín, coreógrafo y director de teatro australiano-británico, más conocido por ser juez en el programa de baile de la BBC, Strictly Come Dancing. Publicó su autobiografía en 2008.

## Primeros años
Nacido en Ballarat, Australia en 1965, Revel Horwood comenzó su carrera como bailarín en Melbourne, luego se trasladó a Londres para aprovechar las mayores oportunidades disponibles allí. En 1989, se trasladó al Reino Unido desde Australia, y el 20 de agosto de 2011, se convirtió en ciudadano británico.

## Carrera

### Teatro

#### West End y Reino Unido
Los extensos créditos de West End incluyen a Spend Spend Spend y My One and Only, los cuales le cosecharon las nominaciones a los premios Laurence Olivier a la mejor coreografía. Fue director asociado y coreógrafo de West Side Story, ayudó a Bob Avian con Martin Guerre y fue director residente de Miss Saigon. Ha coreografiado Hard Times – The Musical, Calamity Jane, Tommy Cooper – Jus' Like That y la obra de teatro Six Dance Lessons in Six Weeks, protagonizada por Claire Bloom y Billy Zane en el Teatro Haymarket. También dirigió y coreografió Beautiful and Damned. 
Dirigió la Producción de Conciertos Welsh Première de My Land's Shore para el Teatro Gate en Cardiff. Durante el verano de 2008, dirigió una nueva producción musical  de Andrew Lloyd Webber, Sunset Boulevard en el Teatro Watermill, que se trasladó al West End de Londres en el Teatro Comedy.
Revel Horwood dirigió y coreografió la gira de 2010-11 del Reino Unido y Canadá de Chess, un renacimiento del musical 1986 concebido y escrito por Tim Rice, con música de Benny Andersson y Björn Ulvaeus (de ABBA). El espectáculo ha atraído revisiones razonables para su puesta en escena e iluminación.
En 2012, dirigió por segundo año consecutivo la gira británica de Strictly Come Dancing.
Él interpretó a Miss Hanigan en la gira de la producción de Reino Unido, Annie en 2015.
Los créditos de la coreografía de teatro regional incluyen Pal Joey, Arcadia, On the Razzle y My One and Only en el Teatro del Festival de Chichester, Guys and Dolls en Sheffield, Anything Goes y South Pacific para Grange Park Opera y Hot Mikado en el Teatro Watermill en Newbury.

#### Créditos internacionales
Las producciones internacionales incluyen Crazy for You (Sudáfrica), Fiddler on the Roof y Sweet Charity (Gira nacional de Ámsterdam y Países Bajos), Chess (Dinamarca), Bonheur (París), Copacabana (Dinamarca), Der Kuhhandel (Austria) y Glanzlichter (Berlín).

#### Eventos especiales
Revel Horwood dirigió las ceremonias de apertura de los Juegos de la Commonwealth de 2002 en Manchester y actuó en Once Upon a Time – The Life of Hans Christian Andersen,  un concierto en vivo en Copenhague para conmemorar el bicentenario del autor que fue televisado en todo el mundo.

#### Pantomimo
En diciembre de 2009, Revel Horwood interpretó el papel de la reina en Blancanieves y los 7 enanos en el Teatro Cymru en Llandudno, Gales del Norte,  un papel que él repitió en diciembre de 2010 en el Teatro Hawth en Crawley, y en el Teatro Orchard en Dartford, Kent, junto con Ann Widdecombe en 2011.
En diciembre de 2012, desempeñó el mismo papel en el Teatro Swan en High Wycombe, de nuevo junto a Widdecombe. A finales de 2012, se anunció que se presentará en Blancanieves en el Cliffs Pavilion, Southend.

### Televisión

#### Strictly Come Dancing
Revel Horwood es conocido por la audiencia de la televisión británica como uno de los miembro del panel de juecez de Strictly Come Dancing de  la BBC desde su creación en 2004. Él tiene una reputación ser el más áspero de los jueces de Strictly Come Dancing y es a menudo el destinatario del abucheo de la audiencia del estudio. Además de todo esto, atrajo críticas generalizadas por su aparente sesgo hacia Emma Bunton en la cuarta serie de la competencia. Él es conocido por aplicar reglas estrictas, como por ejemplo al cuando marca bajo por una «cargada ilegal» en el vals vienés si el pie de la mujer sale del piso.
Un elogio incondicional, o una marca perfecta de 10 de Revel Horwood, se considera difícil de ganar y por lo tanto muy apreciado por los concursantes y el público por igual.
En el contexto de su juicio, Revel Horwood se ha convertido en ampliamente conocido e imitado por sus locuciones, que a menudo incluyen vogas exageradamente alargadas, incluyendo: «It was a complete dahnce di-sah-ster, dahling» (fue un completo desastre de baile, cariño) y «Chah-Chah-Chah». Tal es su popularidad que están disponibles como ringtones a través de la página web de Revel Horwood, con los beneficios de la National Osteoporosis Society.
Su agradecida expresión de: «Three words: Fab-u-lous!» (Tres palabras: Fa-bu-loso) ha alcanzado el estado icónico, con las sílabas de la palabra articuladas como tres palabras separadas. Revel Horwood también rompe las sílabas y lanza el estrés hacia la sílaba final para «A-ma-zing!» (increíble).
Para apreciar las rutinas cargadas de erotismo, Revel Horwood declamará, «inmundicia absoluta», a menudo seguido inmediatamente por «...y me encantó!» Esto se ha utilizado con suficiente frecuencia para convertirse en una fórmula reconocida. Haciendo un juicio sobre Kimberley Walsh en 2012, Revel Horwood dijo que el baile fue «indecente, impropio, absoluta inmundicia» y añadió: «Me encantó». De la rumba de Claire King con Brendan Cole en 2006, Revel Horwood declaró: «Eso fue inmundicia absoluta». Del mismo modo, elogió la actuación de Harry Judd en 2011 con «tuvo autoridad, dominio, mando, control. ¡Fue una suciedad y me encantó!».

#### Dancing with the Stars
Fue juez en Dancing with the Stars en Nueva Zelanda, junto con Brendan Cole. Era bastante frecuente que las opiniones y calificaciones de los dos hombres fueran marcadamente diferentes.

#### Comic Relief
Revel Horwood se convirtió en juez de Comic Relief Does Fame Academy en 2005,  junto con Lesley Garrett y Richard Park. Él y Garrett reemplazaron a los entrenadores vocales David Grant y Carrie Grant en el panel; sin embargo el par todavía apareció como entrenadores de voz en el programa. Él regresó como juez de la tercera serie de la edición Comic Relief en 2007. El programa fue cancelado por la BBC después de que la tercera serie había terminado.

### Otras apariciones en televisión
Revel Horwood se puede ver en el episodio 5 de la serie 2 de Louis Theroux's Weird Weekends, durante el cual Theroux investiga las pruebas y tribulaciones de los actores de la ciudad de Nueva York. Se presenta como Craig Horwood en una audición para un musical en un crucero noruego, para el cual él es el coreógrafo.
En mayo y junio de 2007, apareció como concursante en Celebrity MasterChef, llegando a la final junto a Nadia Sawalha y Midge Ure.
El 15 de abril de 2010, Revel Horwood fue el juez invitado en Daily Cooks Challenge. El 13 de agosto de 2010, apareció en Would I Lie to You?. Durante el 2011, se presentó en Celebrity Juice (episodio 6, serie 5, 17 de marzo) y en  Ask Rhod Gilbert (28 de septiembre). En enero de 2012, apareció en la serie de televisión de la BBC, The Magicians.
Para la semana que comienza el 3 de septiembre de 2012, él apareció como panelista en The Wright Stuff en Channel 5.
El 22 de octubre de 2012, apareció en Loose Women de ITV. También apareció en el programa de televisión de CBBC, 12 Again en 2012,  hablando de su vida cuando tenía 12 años. El 22 de febrero de 2013, apareció en Room 101.
Revel Horwood ganó la versión reelaborada de 2008 de la BBC, Maestro, llamado Maestro at the Opera. Compitió contra Josie Lawrence, Marcus du Sautoy y Trevor Nelson. También aparecieron Mark Elder, Danielle de Niese, Alfie Boe y Kiri Te Kanawa.La serie fue filmada parcialmente en la Royal Opera House de Londres, donde Revel Horwood, como eventual ganador, llevó a cabo el Acto II de La Bohème a finales de 2012.
Revel Horwood prestó su voz a un sencillo lanzado por otras celebridades bajo tutoría del maestro de coro Gareth Malone para el Children In Need de 2014. El coro realizó una versión de «Wake Me Up» de Avicii. El 16 de noviembre de 2014, se reveló que el sencillo había alcanzado el número 1 en el UK Singles Chart.
El 15 de enero de 2016, apareció como un panelista en un episodio especial de Loose Women de ITV (titulado Loose Women and Men), junto a los asistentes Andrea McLean y Nadia Sawalha, y los presentadores Peter Andre y Chris Kamara.
En 2021, participó en la primera temporada de The Masked Dancer U.K., como Knickerbocker Glory, quedando así en sexto lugar.

## Publicaciones
En 2008, Michael O'Mara Books publicó la autobiografía de Revel Horwood, All Balls and Glitter: My Life.

## Vida personal
En su autobiografía, Revel Horwood revela que a la edad de 17 años, ganó dinero al aparecer como drag queen en bares y clubes y que su relación con una celebridad sin nombre era similar a la prostitución.
Ha sido sometido dos veces a cirugía plástica. La primera ocasión fue un «trabajo de nariz» a la edad de 18 años. En 2011, Revel Horwood reveló que él había experimentado una reducción del pecho durante el 2010 debido a que su talla «C» le dolía al bailar.
En diciembre de 2014, Revel Horwood informó a un reportero de la revista OK! que «Yo fui bisexual durante mucho tiempo. He salido entre hombres y mujeres entre las edades de 17 y 26. Mi esposa Jane me dejó por otro hombre. Entonces me enamoré de un tipo. He sido gay desde entonces».
Su expareja, Damon Scott, es conocido por llegar en el segundo lugar en Britain's Got Talent. Scott y Revel Horwood comenzaron a salir desde 2013. En septiembre de 2014, se mudaron a una casa en Hampshire juntos pero se separaron a principios de 2016.
Revel Horwood se convirtió en un patrocinador de la National Osteoporosis Society en 2009. En esto, ha encontrado un terreno común con Camila de Cornualles, la Patrona Real de la Sociedad (cuya madre, como la suya, padecía enfermedades óseas). Ambos bailaron un chachachá juntos en una visita escolar para marcar el Día Nacional de la Osteoporosis en 2009.
En enero de 2015, Revel Horwood reveló en Loose Women  de ITV que sufría de anorexia y dismorfia corporal cuando era un adolescente y joven bailarín, como resultado de tratar de parecerse  a otros jóvenes, y otros bailarines en particular.